# Nabaztag

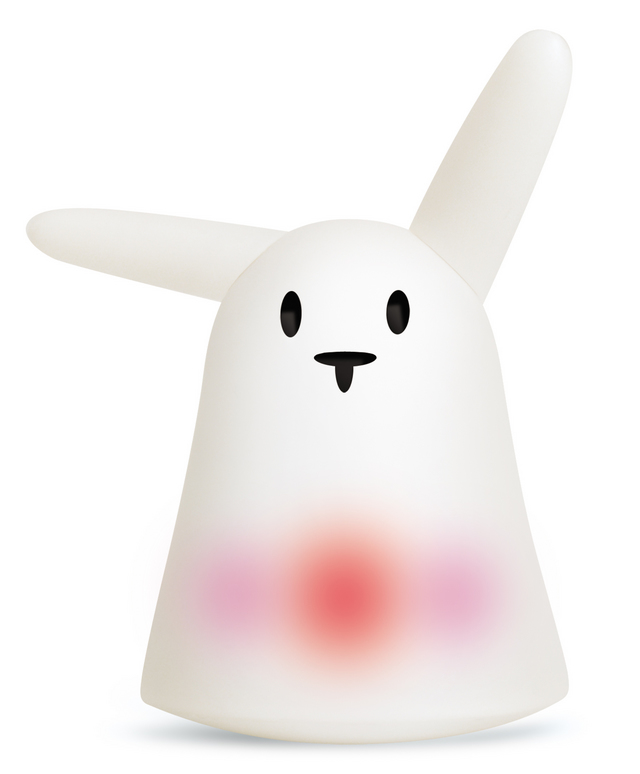
Nabaztag

Nabaztag (Armeens voor "konijn") is een met wifi uitgerust stuk elektronica in de vorm van een konijn. Het apparaat is uitgevonden door Rafi Haladjian en Olivier Mével, en vervaardigd door het bedrijf Violet. Nabaztag was ontworpen om een "slim object" te zijn dat te vergelijken was met de objecten die vervaardigd zijn door Ambient Devices. Het apparaat kan met het Internet verbinden (bijvoorbeeld om de weervoorspellingen te downloaden, de mail van het baasje te lezen enz.). Het is ook tot op zekere hoogte aan te passen en te programmeren. Sylvain Huet ontwikkelde de code van alle Violetobjecten. Antoine Schmitt heeft hun gedrag ontwikkeld en Jean-Jacques Birgé hun geluid (samen hebben ze ook Nabaz'mob gecomponeerd, een opera van 100 Nabaztags). Maÿlis Puyfaucher (die de Franse stem heeft verzorgd) schreef alle teksten die door het konijn worden uitgesproken.
In oktober 2009, tijdens een lange periode van technische moeilijkheden die uiteindelijk leidde tot het faillissement van Violet, kocht Mindscape Violet.

## Functies
Nabaztag is 23 cm hoog en weegt 418 g. Het kan mp3's en berichten die hardop voorgelezen worden, ontvangen en verzenden. Het kan onder andere ook het volgende (zowel door de informatie hardop te zeggen als met lampjes knipperen): weervoorspellingen, aandelenmarktnieuws, nieuwsheadlines, wekker, e-mailalerts, RSS-Feeds, mp3-streams.
Er is een API beschikbaar, die compatible is met meerdere programmeertalen, om de Nabaztag te programmeren. De API is onder andere compatibel met Java, Perl, Python en PHP
In het begin kon de Nabaztag alleen maar Engels en Frans, maar sinds juni 2007 ook Duits, Italiaans, Spaans en zelfs Nederlands.

## Gemeenschap
Nabaztagbaasjes kunnen lid worden van social networks om foto's en video's te delen op website als Flickr en YouTube. Gebruikers kunnen podcasts creëren. Er zijn er op het moment meer dan 100 beschikbaar, de meeste in het Engels en Frans.
Omdat Nabaztag te programmeren is om nieuwe diensten te maken met behulp van de API zoals eerder genoemd, zijn er steeds meer diensten beschikbaar van andere gebruikers.
In december 2006 veroorzaakte een grote hoeveelheid verkochte "konijnen" problemen bij Violet, de makers van de Nabaztag. Het Nabaztagapparaat is een client voor een aantal Franse servers. De servers konden het niet aan, toen de gebruikers hun nieuwe konijnen wilden registreren. Het resultaat was: serviceverstoringen, niet beschikbaar zijn van de server en onvolledige data doordat gebruikers halfafgemaakte registraties maakten. Dit resulteerde in een groot gebruikerserviceprobleem bij Violet. De fundamentele filosofie van de Nabaztag (dat alle objecten met elkaar verbonden moeten zijn op het internet en door een server beheerd door Violet) werkt niet altijd (de server kan soms de hoeveelheid verkeer niet aan, de server moet dan opnieuw worden opgestart, de reactie tijd is dan in plaats van een paar seconden een paar uur).
In maart 2008 veranderde Violet haar serverinfrastructuur en konijnsoftware om het gestandaardiseerd XMPP-protocol te gebruiken. Konijnen reageerden daardoor soms in seconden in plaats van minuten, al kwam een vertraging soms nog voor. De verandering veroorzaakte serviceverstoringen voor een aantal weken.

## Technische specificaties
Het apparaat gebruikt een PIC18F6525-microcontroller, een BenQ-PC Card 802.11b wifi-adapter, een ml2870a-Audio-PCM sound generator, een ADPCM-omvormer, twee motors om de oren te activeren, een TLC5922-ledcontroller, en een kleine hoeveelheid RAM-geheugen.
De ingesloten software gebruikt de TCP/IP-stack en wifi-driver. Het heeft ook een virtuele machine die een code tot 64 KB kan uitvoeren. Er bestaat een speciale assembleertaal om de verschillende functies van het apparaat te programmeren.

## Nabaztag/tag (2e generatie Nabaztag)
Op 12 december 2006 kwam de Nabaztag/tag op de markt. De Nabaztag/tag is een verbeterd model van de Nabaztag die Violet op de markt bracht. Het nieuwe model ondersteunt mp3 audio streaming voor internet radio (met vooraf ingestelde radiostations) en podcasts. Deze tweede versie van de Nabaztag heeft ook een microfoon, waardoor sommige functies met de stem gestuurd kunnen worden. Ondanks wat er op de website vermeld staat, blijft het aantal nieuwe stem-gestuurde applicaties klein. Een andere nieuwe functie is de ingebouwde RFID lezer. Advertenties laten zien dat de Nabaztag/tag hierdoor objecten kan identificeren.
De Nabaztag/tag kan RFID-tags gebruiken om speciale edities van de kinderboeken van de Franse uitgeverij Gallimard Jeunesse voor te laten lezen, zo wordt vermeld in november 2007. In oktober 2008 heeft Violet RFID kinderboeken van Penguin Publishing House uitgebracht. Verdere RFID applicaties en hulp is beloofd. Violet was begonnen met de verkoop van Zstamps en Nano:ztag's (kleine mini konijntjes met Zstamps binnenin) en een andere genaamd mir:ror. mir:ror heeft een eigen RFID systeem gescheiden van de Nabaztag.
De wifi was ook verbeterd, zodat het WPA-encryptie ondersteund en de Nabaztag maakt nu gebruik van een goedkopere SoftMAC kaart in plaats van het BenQ apparaat, welk zijn eigen 802.11 protocol stack heeft.

## Karotz (3e generatie Nabaztag)
Karotz is de derde generatie Nabaztag en tevens het eerste konijn sinds Mindscape het bedrijf Violet overgekocht heeft. Net als zijn voorgangers kan Karotz middels wifi verbinding met het internet maken en heeft hij een RFID-leesmogelijkheid. Nieuw is de geïntegreerde webcam (bijvoorbeeld als beveiligingscamera), de USB-poort (deze kan gebruikt worden voor elektriciteit of om te verbinden) en 256 MB geheugen in het konijn zelf. Net als de Nabaztag-Tag heeft Karotz een microfoon, waardoor het mogelijk is spraak commando's te geven. De Karotz heeft een ARM 9-processor (400 MHz) en 64 MB RAM. Karotz kwam uit in april 2011 en spreekt Nederlands, Engels, Duits, Frans, Spaans en Italiaans.

## Prijzen
- Violet kreeg eervolle vermeldingen in de categorie "Kleine Bedrijven" door de DME Award 2007 voor Nabaztag.[6]
- Nabaztag/tag kreeg de prijs van Netxplorateur of the Year in 2008.
- Nabaz'mob kreeg een prijs van Prix Ars Electronica Digital Musics 2009 (Award of Distinction).[7]